# Capizzi

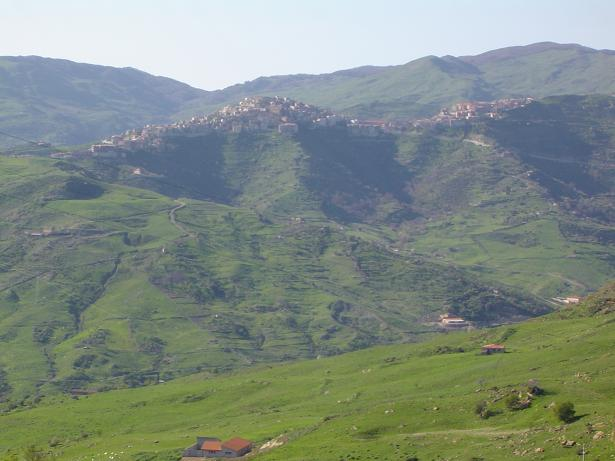
Panorama

Capizzi ist eine Stadt der Metropolitanstadt Messina in der Region Sizilien in Italien mit 2816 Einwohnern (Stand 31. Dezember 2023).

## Lage und Daten
Capizzi liegt 155 km westlich von Messina im Süden des Nebrodischen Gebirges. Die Einwohner arbeiten hauptsächlich in der Landwirtschaft. Produziert werden Getreide, Kirschen, Mandeln und Käse.
Die Nachbargemeinden sind Caronia, Cerami (EN), Cesarò und Mistretta.

## Geschichte
Der Ort hat seinen Ursprung in der Antike. Zu arabischer Zeit gab es hier eine kleine Festung.

## Sehenswürdigkeiten
- Aussicht auf die umliegende Landschaft
- Kirche San Giacomo, im Inneren eine Statue der hilfreichen Madonna
- Pfarrkirche aus dem Mittelalter, das Portal ist aus dem Jahr 1234